# والبک (مانسفلد-زودهارتس)
والبک (به آلمانی: Walbeck) یک منطقهٔ مسکونی در آلمان است که در هت‌اشتت واقع شده‌است. والبک ۸۸۲ نفر جمعیت دارد.